# 沃爾夫皮特鎮區 (北卡羅萊納州里奇蒙縣)
沃爾夫皮特鎮區（英語：Wolf Pit Township）是位於美國北卡羅萊納州里奇蒙縣的一個鎮區。

## 地方資料
沃爾夫皮特鎮區的面積為146.33平方千米，皆為陸地。根據2020年美國人口普查的數據，當地共有人口6799人，而人口密度為每平方千米46.46人。